# She's a Woman
She's A Woman är en låt av The Beatles från 1964

## Låten och inspelningen
Paul McCartney ska ha skrivit denna låt i studion och här försökte han även framhäva sina basgångar i högre grad än tidigare samtidigt som Starrs trummor hörs ganska illa. Man spelade in låten 8 oktober 1964 och Lennon medgav senare att raderna ”Turns Me On” var en direkt hänvisning till gruppens marijuanarökande. Låten blev en dubbelsingel (tillsammans med I Feel Fine) som utgavs i USA 23 november och i England 27 november, 1964.